# Piazza Bra
Piazza Bra, o più semplicemente la Bra (toponimo derivato da una corruzione del termine "braida", che deriva a sua volta dal longobardo breit, ovvero "largo"), è la più grande piazza di Verona, situata nel suo centro storico.
Lo slargo della Bra cominciò a tramutarsi in piazza solamente nella prima metà del Cinquecento, quando l'architetto Michele Sanmicheli concluse il palazzo degli Honorij: quest'edificio andò a delimitare il lato occidentale della futura piazza, oltre che a fissare una corretta prospettiva sull'Arena. Il primo tentativo di trasformare lo slargo sterrato in luogo di passeggio fu però del podestà Alvise Mocenigo, il quale voleva creare un luogo di incontro per la nascente borghesia veronese: egli poté inaugurare la prima parte del Liston, un marciapiede lastricato che fiancheggia la Bra collegando corso Porta Nuova a via Mazzini, nel 1770. La Gran Guardia, iniziata dai veneziani nel Seicento e conclusa dagli austriaci nell'Ottocento, andò a delimitare il lato meridionale della piazza, mentre nel 1836 l'architetto Giuseppe Barbieri progettò il margine orientale, dove furono demoliti un ospedale, alcune case e una chiesetta, al posto dei quali sorse la Gran Guardia Nuova, meglio nota come Palazzo Barbieri. Questo, utilizzato inizialmente come caserma dagli austriaci, divenne in seguito all'annessione del Veneto al Regno d'Italia sede del municipio del Comune di Verona.

## Storia

### Origini

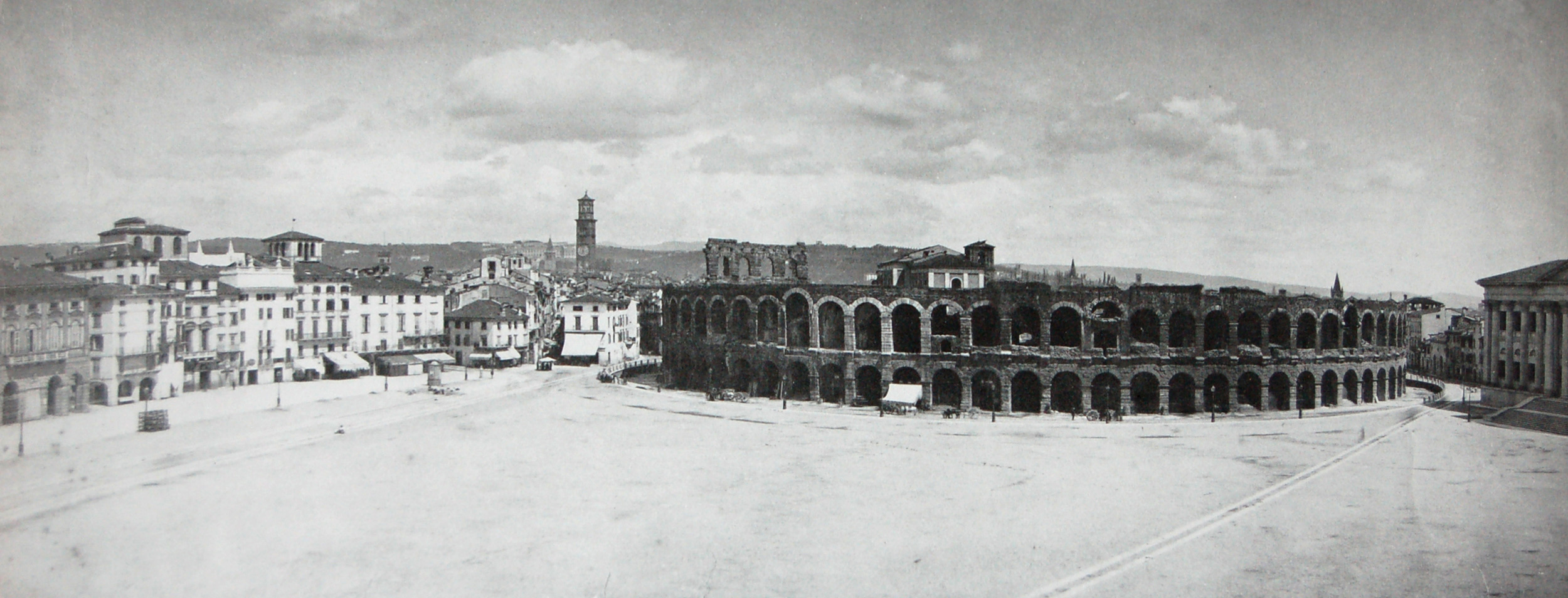
Panorama della Bra in una foto scattata sul finire dell'Ottocento da Moritz Lotze

In epoca romana, quest'area si trovava al di fuori delle mura cittadine e piuttosto distante dalle principali vie di comunicazione; è solo a partire dal I secolo d.C., quando venne costruito l'anfiteatro romano oggi meglio conosciuto con il nome di Arena di Verona, che andò a definirsi il margine settentrionale di quella che secoli dopo sarebbe diventata una delle principali piazze dell'abitato. Nel 305 l'imperatore Galerio, durante un breve soggiorno nella città, fece inoltre aprire una nuova porta lungo la cinta muraria che circondava l'anfiteatro, fatta edificare nel 265 dall'imperatore Gallieno:  si andò così a creare un primo collegamento tra la città e questo spazio aperto.
La piazza, però, iniziò ad abbozzarsi solo in epoca medioevale: la cinta muraria della città venne allargata in quel punto tra il 1130 e il 1153, andando a includere così quel pezzo di terra che finì quindi per essere ricompreso tra le mura romane e quelle comunali. Tali aree intercluse vennero chiamate braide, dal longobardo breit; di queste, la braida che potrebbe corrispondere all'attuale Bra, nel XII secolo era ben più estesa rispetto ai confini odierni della piazza. Una porta detta "della Braida", situata lungo le mura comunali, è citata per la prima volta in un documento del 1257, ma successivamente venne sostituita dai portoni della Bra, probabilmente fatti edificare dai Visconti e completati dai veneziani: il primo fornice è databile infatti alla fine del Trecento mentre il secondo alla seconda metà del Quattrocento. L'orologio che si trova tra le due arcate dei portoni della Bra fu invece un omaggio commissionato nel 1871 del conte Antonio Nogarola: esso venne installato con i quadranti visibili in entrambi i lati delle mura, sia in direzione della piazza che di corso Porta Nuova. L'orologio venne inaugurato il 2 giugno 1872 e riparato nel 1879 a causa della sua imprecisione.

### Sviluppo

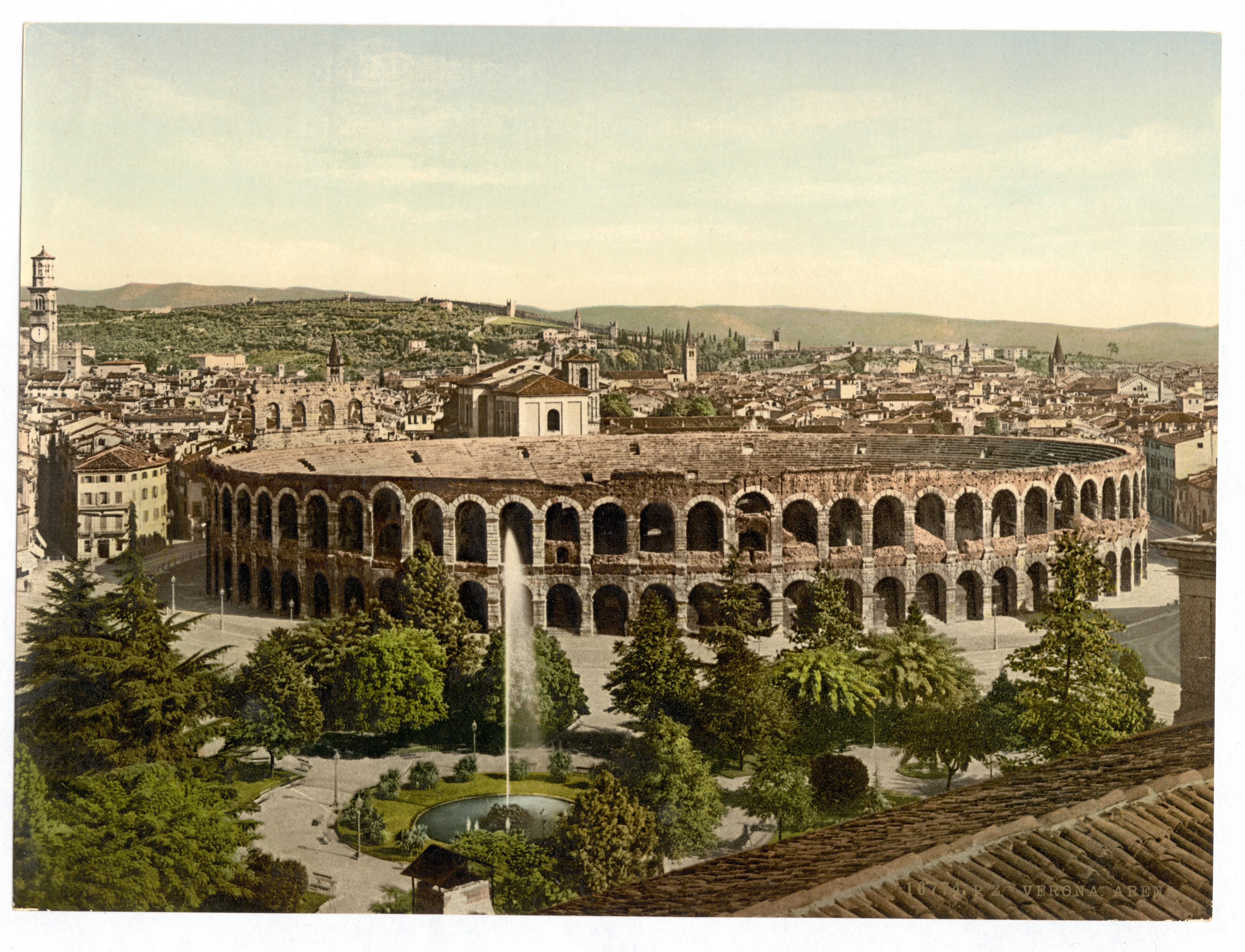
La Bra dopo la sistemazione della parte centrale a giardini

La Bra cominciò a definirsi come piazza solo nel primo decennio del Seicento, quando sul lato meridionale si avviarono le fabbriche della Gran Guardia e della sede dell'Accademia Filarmonica di Verona. In concomitanza con la fabbrica della Gran Guardia si fece livellare il più possibile la piazza, creando inoltre alcune pendenze in modo da regolare il deflusso delle acque meteoriche, operazione fino a quel momento mai praticata in quanto lo spazio era utilizzato dai tagliapietre che qui, oltre che lavorare, accatastavano il materiale di risulta, e perché lo slargo era impiegato per il deposito di materiale proveniente da cantieri in corso nelle zone adiacenti.
Per altri centocinquanta anni lo spazio rimase a terra battuta, infatti solo nel 1770 si gettarono le basi del Liston per volontà del podestà Alvise Mocenigo. Il 13 marzo 1782 Francesco Menegatti presentò inoltre un progetto per il completamento del lastricato del Liston che il Comune approvò: dopo quest'ultimo intervento la Bra divenne il luogo preferito per le passeggiate pomeridiane al posto della piazza dei Signori. Goethe, nel suo saggio Viaggio in Italia, descrive divertito l'arrivo in carrozza di dame e cavalieri e racconta che «al tramonto giva lungo l'orlo anfiteatrale godendo della più bella vista sulla città. Ero soletto e giù, sul lastricato largo della Bra' camminava una moltitudine di gente».

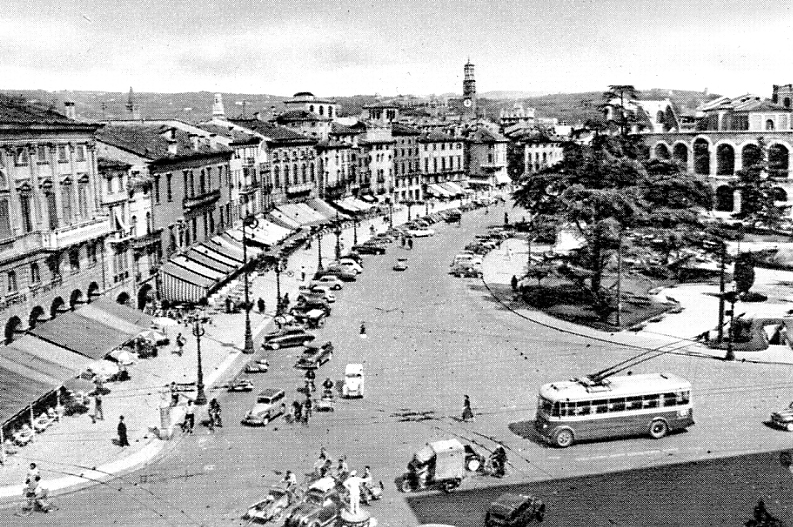
La piazza a metà del XX secolo

La piazza venne successivamente livellata più volte e fu oggetto di numerosi interventi: nel 1808 fu affidato il compito di rifare il Liston all'architetto Luigi Trezza e nel 1820 furono eseguiti gli scavi attorno all'anfiteatro, in modo da riportare alla luce il basamento dello stesso, che era interrato di circa due metri per via dei sedimenti che si erano depositati in seguito alle numerose inondazioni che aveva subito la città. Fu in questa occasione che si optò anche per un abbassamento del livello medio della Bra di circa 70 centimetri, seguendo una linea lievemente inclinata dalla Gran Guardia verso l'Arena, abbassando anche la quota del Liston.
Per quanto riguarda l'illuminazione notturna, fino al Settecento la Bra era totalmente immersa nel buio; solo nell'Ottocento furono installati fanali a olio e nel 1845 l'illuminazione a gas, cosicché il Liston divenne luogo anche di passeggiate serali. Importante poi, per il completamento della piazza, fu la sistemazione a giardino della parte centrale della Bra avvenuta nel 1873: vennero creati i giardini centrali con tre aiuole di forma circolare formanti una sorta di triangolo con al centro una fontana. Fra il 1884 e il 1951 la piazza fu inoltre interessata dai binari della rete tranviaria cittadina.

### Manifestazioni

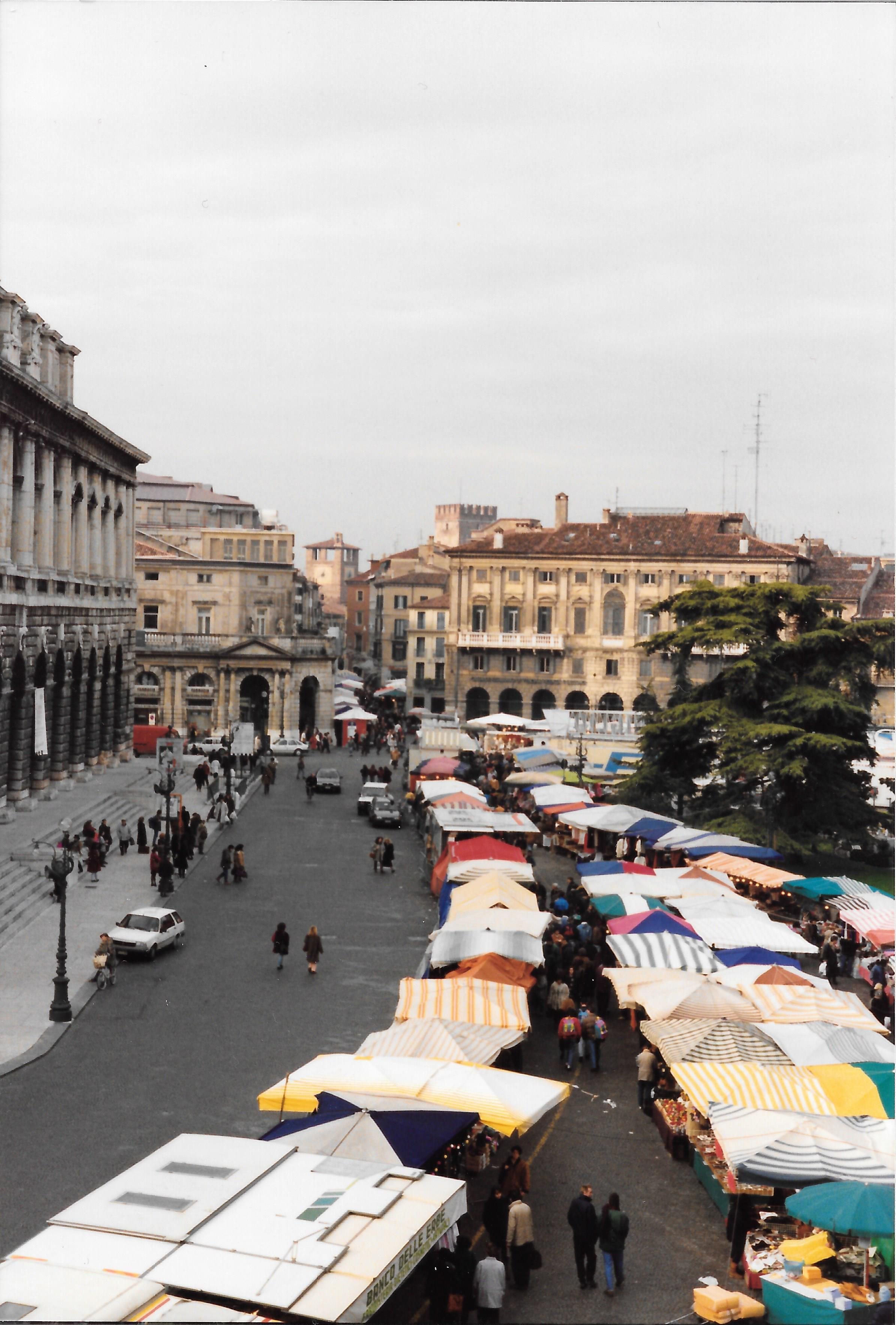
La Bra durante la fiera di Santa Lucia

In questo spazio, dopo che nel XII secolo venne ricompreso nelle mura comunali, si teneva il mercato del legname, del fieno, della paglia e del bestiame, tanto che in antichi documenti viene denominato "foro Boario". Più spesso è però citato con il nome di "piazza d'Armi", in quanto qui avveniva la rassegna delle truppe fin dall'inizio del dominio veneto, motivo per cui questo fu uno dei luoghi di scontro tra soldati veneti e francesi durante le Pasque Veronesi nel 1797. A partire dal 1633, dopo l'approvazione del Senato veneto per la realizzazione di una fiera delle merci in città, vi si tennero due fiere annuali di quindici giorni ciascuna, che continuarono a svolgersi fino a quando una di queste venne distrutta da un incendio il 28 ottobre 1712, e quindi ripristinata in un altro luogo; solo nel 1822 venne istituita una nuova fiera, che si sarebbe protratta in piazza Bra per una ventina d'anni.
Altra fiera di usanza molto antica, ma che prosegue ancora oggi, è quella di Santa Lucia, che si svolge tutti gli anni dall'11 al 13 dicembre. La tradizione vuole che, probabilmente in età comunale, scoppiò in città un'epidemia che colpiva gli occhi, fu così che i veronesi decisero di compiere un pellegrinaggio fino alla chiesa di Santa Lucia: i bambini, che non volevano parteciparvi, furono persuasi con la promessa che al ritorno avrebbero trovato le scarpe piene di doni. Il prodigio si verificò, così da allora si tiene la fiera in coincidenza con la ricorrenza di santa Lucia.
Con la realizzazione del Liston, la piazza divenne il luogo preferito per le passeggiate dei veronesi, come è ben descritto da uno stupito cronista della rivista Esperia in un articolo del 1837:

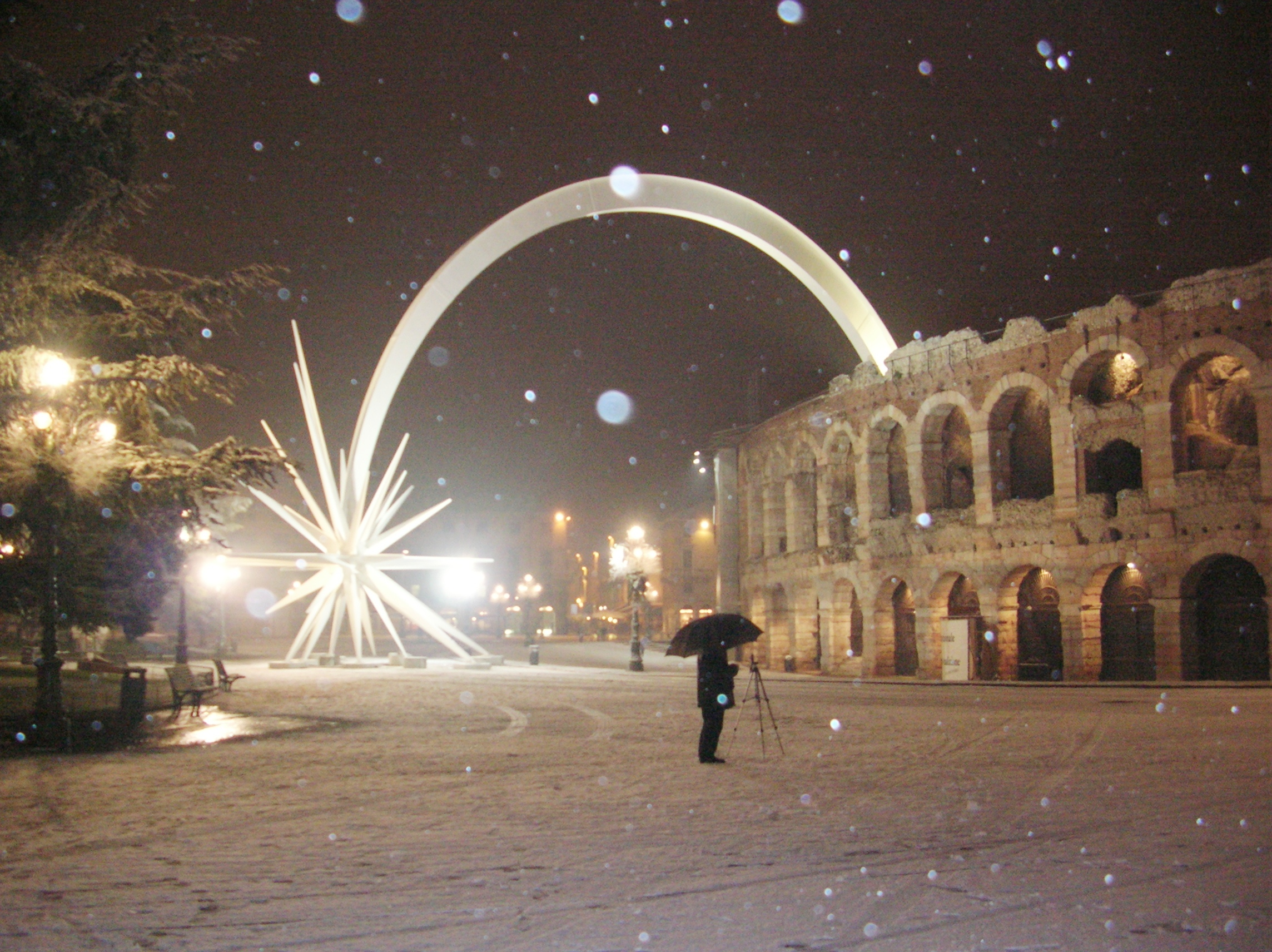
La stella cometa di Verona durante una nevicata notturna

Nel periodo natalizio si tiene all'interno degli arcovoli dell'Arena la Rassegna Internazionale dei Presepi, evento nato nel 1984 dalla mente di Alfredo Troisi, insieme alla stella cometa simbolo dell'evento che, dall'invaso dall'Arena, va a tuffarsi nella Bra. Con il passare degli anni la stella ha assunto significati e valori autonomi rispetto alla rassegna dei presepi, tanto da essere apprezzata di per sé. Questa architettura-scultura è stata progettata dall'architetto e scenografo Rinaldo Olivieri: la sua intuizione giunse guardando una pianta della città, caratterizzata da due grandi vuoti, quello della cavea dell'Arena e quello della piazza antistante. Fu da questa impressione che nacque una linea ideale, un immenso arco che collega lo spazio areniano con quello urbano, un arco di luce e acciaio che partendo dal tempio della musica va a cadere tra i cittadini.

## Descrizione
La Bra, formatasi durante un lungo periodo di tempo, è caratterizzata in ogni suo lato da un'architettura o da una serie di edifici di particolare rilevanza: sul lato settentrionale è presente l'anfiteatro romano, l'edificio più antico; sul lato occidentale ci sono vari palazzi datati tra Quattrocento e Settecento, con la passeggiata del Liston; sul lato meridionale la Gran Guardia, iniziata dai veneziani e ultimata dagli austriaci; sul lato orientale l'edificio più recente, l'ottocentesca Gran Guardia Nuova, meglio conosciuto come palazzo Barbieri, sede del Comune.

### Arena
La mancanza di fonti scritte circa l'inaugurazione dell'anfiteatro rende molto difficile fornire una cronologia sicura, anche se ormai è accertato che venne costruito nel I secolo d.C.: secondo storici che hanno studiato i ritrovamenti archeologici, come alcune statue che adornavano l'anfiteatro, esso è databile tra il 10 e il 20 d.C., ovvero tra la fine del regno di Augusto fino all'inizio di quello di Tiberio. Considerando che le statue venivano realizzate alla fine della costruzione dell'edificio si può supporre che l'Arena fosse già completa verso il 30 d.C., come conferma lo storico Pirro Marconi.
L'arena misura 250 x 150 piedi romani, cioè 75,68 m x 44,43 m, con un rapporto tra asse maggiore e asse minore di 5 a 3, mentre il diametro totale è di 152,43 m x 123,23 m, ovvero 520 x 420 piedi romani; la cavea è larga 39,40 m, ovvero 125 piedi. L'aspetto moderno del monumento è piuttosto diverso rispetto a quello originale a causa della mancanza dell'anello esterno; la fronte interna è lasciata scoperta dalla mancanza della terza galleria, presente solo nella cosiddetta "ala", composta da quattro archi, unico tratto rimasto in piedi della cinta esterna. La capienza è stata calcolata recentemente per gli spettacoli estivi in 22.000 persone, bisogna però tenere conto che il palcoscenico durante gli eventi occupa circa un terzo dei posti, e che non è più presente il portico nella parte più alta della cavea, per cui si può dire molto realisticamente che in età romana l'anfiteatro poteva ospitare fino a 30.000 persone.
Notevole importanza ha assunto il festival lirico areniano inaugurato nel 1913 con l'Aida di Giuseppe Verdi per celebrare il centenario della nascita dell'artista: a Verona per la prima accorsero persone da tutto il mondo, e non mancarono personalità del calibro di Giacomo Puccini, Arrigo Boito, Pietro Mascagni e dell'allora semi-sconosciuto Franz Kafka. Fu proprio l'Arena di Verona a veder sorgere l'astro della lirica Maria Callas, che debuttò ne La Gioconda di Amilcare Ponchielli.

### Palazzi lungo il Liston
Sul lato occidentale della Bra sorgono una serie di palazzi lungo il Liston, il luogo delle passeggiate. Partendo dall'edificio più vicino ai portoni della Bra, si trova il settecentesco palazzo Ottolini, sorto su disegno di Michelangelo Castellazzi sull'angolo di via Roma, seguito dal palazzo Guglienzi-Brognoligo, edificio del Quattrocento in stile rinascimentale, che presenta in facciata un affresco di Francesco Morone. Il palazzo fu sede per numerosi anni della Società Letteraria, uno dei più antichi gabinetti di lettura d'Italia, con associati di rilievo, come Aleardo Aleardi, Cesare Lombroso, Carlo Montanari e Ippolito Pindemonte. Anche la casa accanto, palazzo Fracasso-Giafilippi, è quattrocentesca, e porta in facciata un affresco del Caroto. Al di là di vicoletto Liston sorge una casa con una breve facciata sulla Bra, e a lato di questa vi è il palazzo degli Honorij, costruito intorno alla metà del Cinquecento su disegno del noto architetto veronese Michele Sammicheli. Seguono quindi le case che furono delle importanti famiglie dei Faccioli, dei Cagnoli, degli Arrighi, dei Marastoni, dei Rubiani. Il primo edificio sprovvisto di portici fu disegnato nel 1790 dall'architetto Luigi Trezza: questo appare un po' goffo a causa delle finestre ornate di grandi colonne e pesanti architravi, specialmente se confrontate alla brevità della facciata. L'ultima abitazione è invece del Cinquecento ed è la sede odierna della Società Letteraria.
Sulla destra dei portoni della Bra, in linea con i palazzi del Liston ma separato da questi da via Roma, venne costruito nel Seicento il grande fabbricato che sarebbe diventato sede dell'Accademia Filarmonica. Nel cortile davanti al vestibolo a colonne ioniche vi sono varie lapidi e bassorilievi antichi, i primi reperti della collezione del museo lapidario, fondato da Scipione Maffei.

### Gran Guardia

La Gran Guardia vista dal giardino

Il primo edificio sorto sul margine meridionale della Bra, lungo le mura che confinavano con la Cittadella militare viscontea, fu una piccola costruzione cinquecentesca adibita a deposito munizioni. Il 26 dicembre 1606 il rettore di Verona Zuanne Mocenigo scrisse al doge Leonardo Donato facendogli presente che vi era a Verona la necessità di avere un locale coperto in cui poter passare in rassegna le truppe nei giorni di pioggia: il doge approvò l'idea di Mocenigo, che affidò quindi la progettazione a Domenico Curtoni, nipote di Michele Sammicheli. Il progetto dell'architetto veronese prevedeva un fabbricato su pilastri, coperto e appoggiato alle mura della Cittadella, che potevano essere così sfruttate come lato dell'edificio, in modo da ridurre i tempi e i costi di costruzione. I lavori iniziarono nel 1610 ma si fermarono già quattro anni più tardi per mancanza di fondi, e l'edificio rimase così parzialmente incompleto.
Solo nel 1808 l'architetto Giuseppe Barbieri venne incaricato di completare l'edificio, ma non fu possibile recuperare i fondi per far fronte alle spese di costruzione e inoltre, nel frattempo, gli austriaci succedettero ai francesi nel governo della città. Nel 1819, però, furono finalmente appaltati i lavori e verso la metà dell'anno successivo venne ultimata la facciata, mentre il cantiere per gli interni continuò a rilento per decenni. Nel 1848 la Gran Guardia era ormai quasi completa quando venne invasa dai soldati austriaci che vi si acquartierarono durante la prima guerra di indipendenza; l'edificio venne finalmente completato nel 1853. La struttura è formata da un portico inferiore a tredici arcate che dà un forte impatto chiaroscurale, mentre la parte superiore è composta da quindici vetrate con frontespizi triangolari e curvilinei, intervallate da doppie colonne classicheggianti.

### Palazzo Barbieri

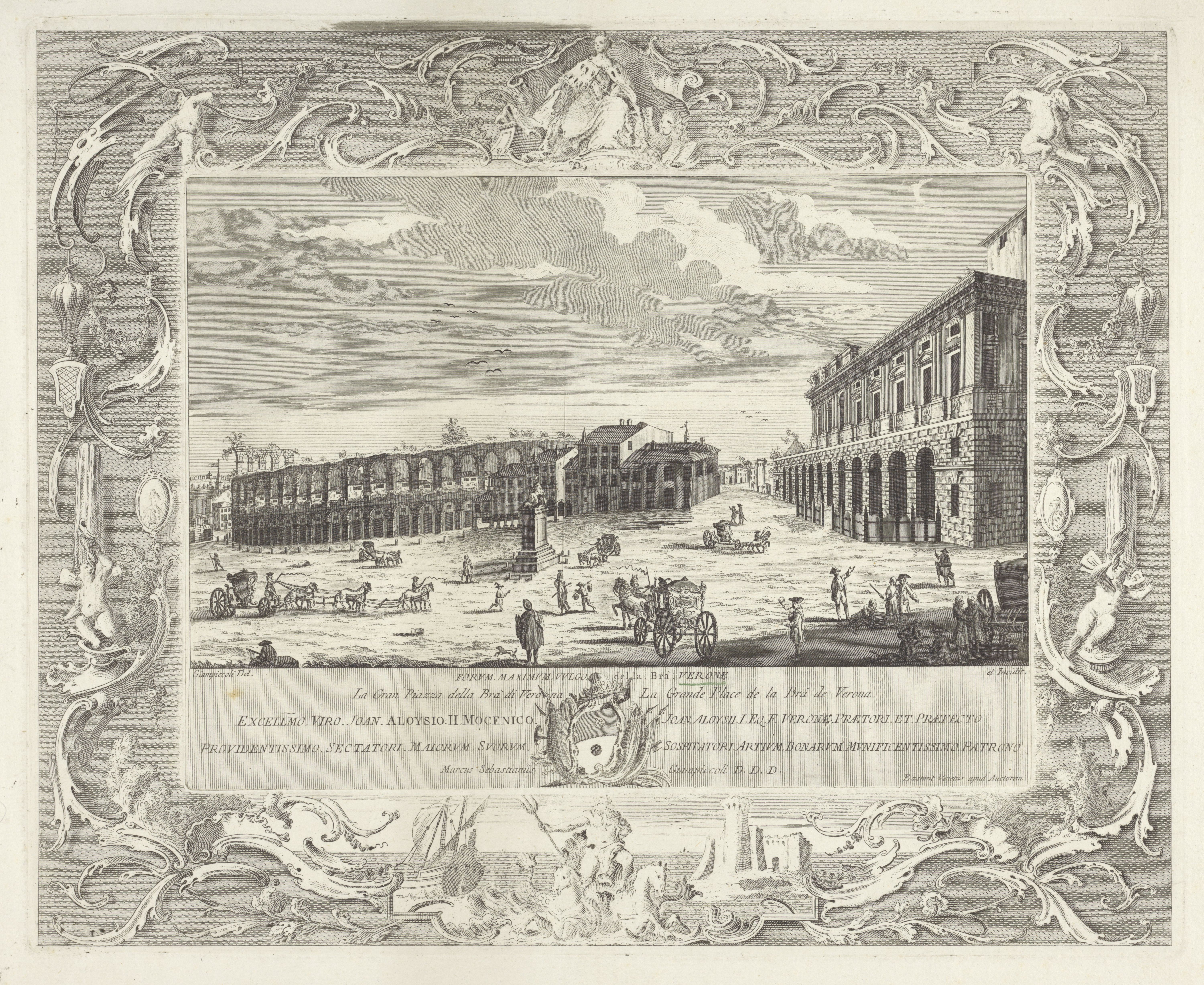
Raffigurazione di metà Settecento della Bra, con il rione di Sant'Agnese al centro, dove sarebbe poi sorto palazzo Barbieri, l'anfiteatro romano a sinistra e l'incompleta Gran Guardia sulla destra

Nel lato orientale della Bra sorgeva in passato il rione di Sant'Agnese con l'omonima chiesa e, accanto, nel 1478 venne costruito un ricovero d'emergenza in caso di pestilenza, che sopravvisse per quattro secoli. Alcune cronache narrano che nel 1515 un cittadino soccorse alcune prostitute del rione ricoverandole in una casa vicina: a lui si unirono numerosi cittadini e insieme comprarono una casa e le attrezzature per uso di ospedale. Il Comune in seguito concesse anche un edificio adiacente e fu così che il 1º marzo 1520 venne riconosciuto ufficialmente come ricovero per ammalati e prese il nome di ospedale della Santa Casa della Misericordia.
Nel 1780 una commissione presentò una relazione in cui si proponeva di realizzare il nuovo ospedale al centro della Bra, in quanto questo luogo era vicino alle zone più densamente abitate della città. Il progetto venne approvato e già nel 1786 l'edificio era concluso: a pianta trapezoidale, aveva sedici botteghe al piano terra, il primo piano era adibito a ospedale e il secondo a dormitorio e refettorio per «pupilli, derelitti e mendicanti». Venne chiamato ospedale della Misericordia Nuova e di conseguenza quello attiguo alla chiesa di Sant'Agnese venne chiamato della Misericordia Vecchia. Successivamente l'ospedale venne spostato e gli edifici demoliti nel 1819, in concomitanza con la ripresa dei lavori della Gran Guardia: in questo modo nacque però il problema di risistemare il lato orientale della piazza.

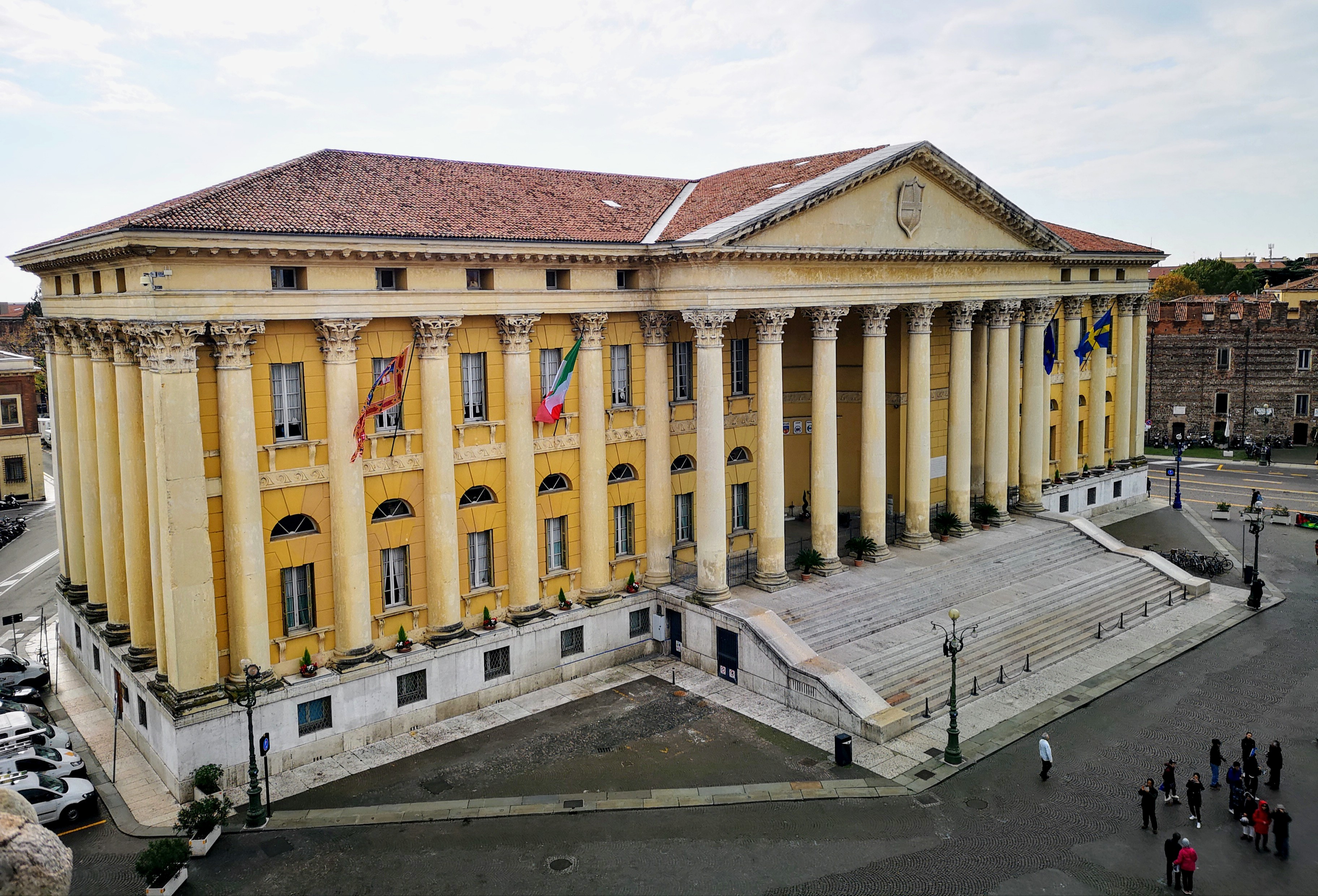
Palazzo Barbieri visto dall'Arena

Nel 1827 viene deliberata la costruzione di un nuovo imponente edificio in ragione dell'importanza che la Bra aveva ormai definitivamente assunto per i veronesi; per la sua realizzazione furono abbattuti anche l'ospedale della Misericordia Vecchia, la chiesa e alcuni fabbricati del rione di Sant'Agnese prospicienti la piazza e nel 1831 venne approvato il progetto di Giuseppe Barbieri. Non si conosce la data esatta di ultimazione dei lavori, anche se sicuramente è successiva al 1843. Anche questo palazzo fu progettato per l'uso militare, motivo per cui venne chiamato Gran Guardia Nuova: venne qui insediato nel 1848 l'Imperial Regio Comando di Città e di Fortezza. Dopo qualche anno di inutilizzo e solo dopo alcuni lavori di restauro, nel 1868, vennero insediati gli uffici comunali. In seguito, con il cambio di destinazione d'uso, l'edificio cambiò nome in palazzo Barbieri, in omaggio al suo progettista.
L'edificio venne parzialmente distrutto da un bombardamento alleato della seconda guerra mondiale, il 23 febbraio 1945; la sua ricostruzione venne deliberata nel febbraio 1947, mentre la costruzione ex novo della parte posteriore semicircolare venne progettata dagli architetti Raffaele Benatti e Guido Troiani: i lavori si conclusero definitivamente nel 1950.

### Statue e targhe

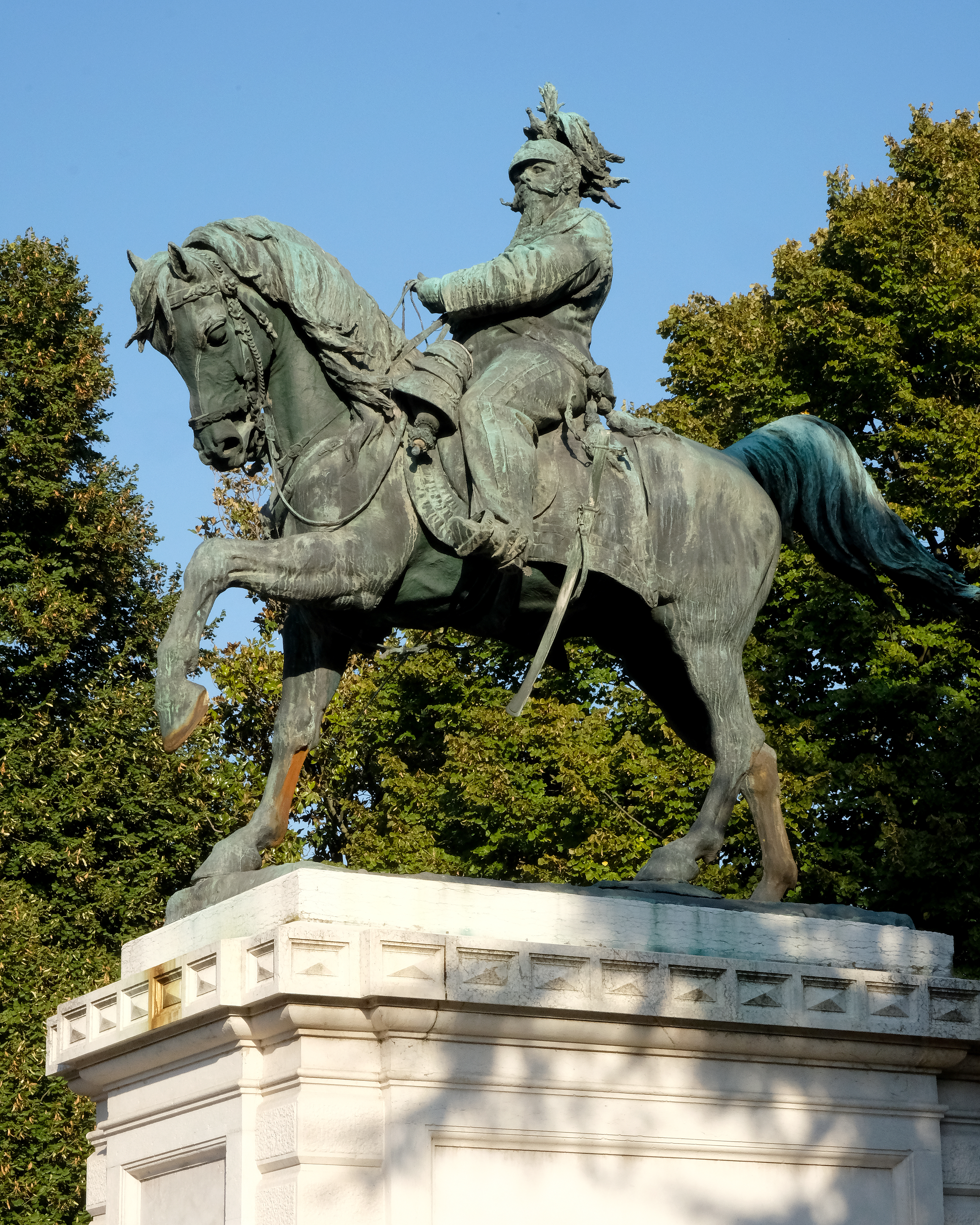
La statua di Vittorio Emanuele II

Nella Bra hanno trovato spazio nel tempo numerose targhe commemorative e statue in ragione della visibilità che hanno in questo nodo cruciale della città. La statua più monumentale è sicuramente quella del re Vittorio Emanuele II eretta in seguito alla sua morte: il monumento equestre fu realizzato da Ambrogio Borghi e venne inaugurato il 9 gennaio 1883, anche se solo pochi mesi dopo il piedistallo dovette essere rinforzato in quanto incapace di sopportare il grande peso dell'opera in bronzo.
Alcune lapidi sono fisse sulle pareti dei palazzi del Liston: una a memoria dell'eccidio del 6 ottobre 1866, la quale ricorda che «In questa casa Carlotta Aschieri – venticinquenne e incinta – cadde trucidata dagli austriaci – ultimo sfogo – di moribonda tirannide – 6 ottobre 1866»; una a ricordo della fucilazione del diciottenne Luigi Lenotti, accusato dagli austriaci di diserzione; una ricorda che Garibaldi salutava da palazzo Gianfilippo il popolo giurando «Roma o morte»; un'altra in memoria dei caduti in Libia. Tre lapidi sono invece presenti sul municipio: una a ricordo del plebiscito del 1866; una a ricordo dei veronesi caduti in guerra tra il 1848 e il 1866; un'ultima in ringraziamento all'esercito per l'aiuto apportato durante la catastrofica esondazione dell'Adige nel 1882. Infine, sulla cinta muraria a lato della Gran Guardia vi è un monumento in onore ai caduti del 6º Reggimento alpini.

## Strade d'accesso

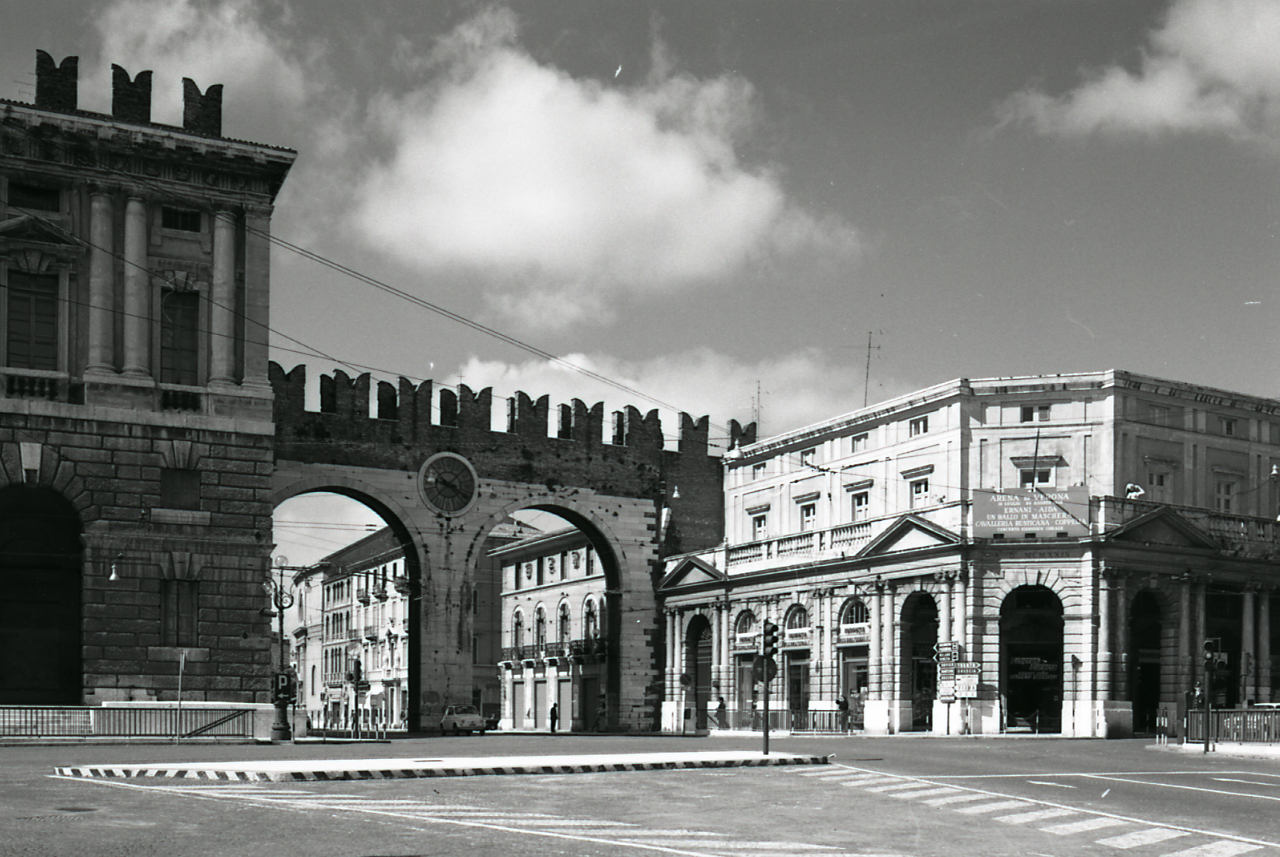
I portoni della Bra in una fotografia del 1972 di Paolo Monti; a destra il museo lapidario maffeiano e a sinistra la Gran Guardia

È possibile accedere alla piazza dai quattro punti cardinali tramite quattro principali vie d'accesso: Corso Porta Nuova da sud, via Mazzini da nord, via Roma da ovest e via Pallone da est.
Fino al Settecento la principale via d'accesso alla Bra, il lungo corso che parte dalla porta Nuova di Michele Sammicheli e che giunge ai portoni della Bra, non possedeva la forma odierna ma aveva l'aspetto di una piccola via tortuosa che serpeggiava tra terreni sconnessi. Solo nel Settecento sorsero nuovi fabbricati, che si ebbe cura di allineare lungo la direttrice porta Nuova-portoni della Bra. Nell'Ottocento la strada venne infine livellata e furono aggiunti i grandi marciapiedi sui due lati e, in seguito, il corso divenne la principale via d'accesso alla piazza e per la città, in particolare dopo la costruzione della stazione ferroviaria di Verona Porta Nuova.
Vi è poi via Mazzini che dalla Bra porta al cuore della città, e quindi a piazza Erbe e piazza dei Signori. La prima parte della via sorge su un decumano romano, mentre la seconda parte è stata aperta dopo la demolizione di alcuni edifici ordinata da Gian Galeazzo Visconti. Nel Medioevo la strada, chiamata via Nuova, era senza pavimentazione e occupata in molte zone dalle tettoie delle botteghe: la sua pulizia avvenne solo nei primi anni dell'Ottocento e il lastricamento di una porzione nel 1818, completato solamente sul finire del Novecento.
Vi sono poi via Roma, che dalla Bra porta al Castelvecchio, e via Pallone, che dalla piazza conduce a ponte Aleardi e quindi al cimitero monumentale.